# 吉田耕三 (人事官)
吉田 耕三（よしだ こうぞう）は、日本の人事院官僚。人事院事務総長を経て、人事官。退任後、日本国際協力センター理事長、人事院顧問。

## 来歴・人物
東京都出身。1974年名古屋大学法学部卒業。1975年人事院入庁、職員局補償課配属。1979年管理局法制課調査研究官。1980年長期在外研究員としてビュルツブルグ大学に留学。1982年公平局審理官。1985年人事局給与第一担当参事官補佐。1987年給与局給与第三課長補佐（手当第三班）。1989年給与局給与第二課長補佐（審査班）。1990年給与局給与第二課長補佐（総括）。1991年給与局給与第一課給与情報統計室長。同年給与局給与第二課企画調整官。1993年給与局企画官。1996年管理局企画官。1997年管理局企画法制課長。2001年勤務条件局給与第一課長。2003年勤務条件局次長。2004年給与局次長。2006年職員福祉局長。2008年給与局長。2010年事務総長。2012年人事官。2016年人事官再任。2020年退任、人事院顧問。2021年日本国際協力センター理事長。